# Andrew Adamson
Andrew Ralph Adamson (født 1. december 1966 i Auckland på New Zealand) er en filminstruktør, filmproducer, manusforfatter, special effects-animator og Supervisor. Han har blandt andet instrueret filmen «Legenden om Narnia: Løven, heksen og garderobeskabet» fra Narnia og har også været med til at lave film som Shrek og Shrek 2.
Adamson har to døtre og bor i New Zealand.